# Gornji Graci
Gornji Graci (szerbül: Горњи Граци) falu Bosznia-Hercegovinában, Bosanska krajina területén, a Szerb Köztársaságban, Mrkonjić Grad községben.

## Fekvése
Bosznia-Hercegovina közép-nyugati részén, Banja Lukától légvonalban 44, közúton 61 km-re délnyugatra, községközpontjától légvonalban 10, közúton 13 km-re nyugatra, a Dinári-hegységben, a  Dimitor és Javorovača hegységek között található, 794 méteres magasságban, a Gradačka rijeka felső folyása mentén. A falu vízben gazdag, számos forrása van, amelyek közül a leghíresebbek: Pijetlovac, Bijeli potok, Kraljevo vrelo, Šetkon potok, Štrpčevo vrelo és mások.

## Népessége
| Nemzetiségi csoport | Népesség 1991 | Népesség 2013 |
| ------------------- | ------------- | ------------- |
| Szerb               | 920           | 598           |
| Bosnyák             | 0             | 0             |
| Horvát              | 0             | 1             |
| Jugoszláv           | 1             | 0             |
| Egyéb               | 5             | 0             |
| Összesen            | 926           | 599           |

## Története
A régen még egységes Graci település eredeti neve Gradci volt, mely nevet valószínűleg az itt található várakról (gradec = váracska, többesszáma: gradci ) kapta. Gornje Grace bejáratánál ugyanis két ősi várrom található: a Velika és a Mala Gradina. A Mala Gradina egy piramis alakú magaslaton, az egykori római út felett található. Az ősi erődítmények korát a késő bronzkorra és a vaskorra teszik. Egy középkori vár romjait találjuk a Treškovac-patak feletti magaslaton is, melyet Polomnak neveznek. A falu középkori népességének egyértelmű bizonyítéka A Donji Graci és a Podgradina területén található két középkori temető számos középkori sírkővel. Ezek a sírkövek a kereszténység főáramlatának behódolni nem akaró, eredetileg Boszniában élő bogumilok díszesen faragott középkori sírkövei voltak. A legrégebbi ilyen sírkövek a 12. század második feléből származnak, de csak a 14-15. században terjedtek el Bosznia-Hercegovina, Szerbia, Horvátország és Montenegró területén.
A falu 1878-ig tartozott az Oszmán Birodalomhoz, majd az Osztrák-Magyar Monarchia része lett. A monarchia szétesésével 1918-ben előbb a Szerb-Horvát-Szlovén Királyság, majd 1929-től a Jugoszláv Királyság része. 1945-től a szocialista Jugoszlávia része volt. Jugoszlávia megszállása után a falu a Független Horvát Állam (NDH) része lett, majd nem sokkal ezután megkezdődött a szerb lakosság lázadása az új hatalommal szemben, melyet a szerbek elleni usztasa támadások követtek.
A településen az 1991-es népszámlálás adatai szerint 926-an éltek. A település 1995 szeptemberéig a boszniai szerb katonai egységek ellenőrzése alatt állt. Lakossága a horvát hadsereg közeledtére elmenekült. A boszniai háborút lezáró daytoni békeszerződés rendelkezése alapján az ország területét felosztották a Bosznia-hercegovinai Föderáció és a boszniai Szerb Köztársaság között, ennek során a település a Boszniai Szerb Köztársasághoz és Mrkonjić Grad községhez került. Régebben, míg a férjük külföldön dolgozott, évtizedekig a nők végeztek férfimunkát a földeken, ők voltak a család gerince. Napjainkban egyre nagyobb lendületet kap az a modern trend, hogy egész családok hagyják el a települést. A fiatalok elmennek, az öregek meghalnak.

## Nevezetességei
- A falu központjánban álló, Szent Száva tiszteletére szentelt ortodox temploma egyhajós, keletelt épület, sokszögzáródású szentéllyel. Hagymakupolás harangtorny a nyugati homlokzat felett áll.

- Donji Graci - késő középkori temető maradványai 6 db fennmaradt stećak sírkővel.[4]

- Gradina – őskori erődítmény maradványai. Az erőd két részből állt, a Velika és a Mala Gradinából, melyek a falu felett emelkedő domináns hegy tetején álltak. Korukat a késő bronzkorra és a vaskorra teszik.[4]

- Podgradina - késő középkori temető maradványai 30 db fennmaradt stećak sírkővel.[4]

- Polom – késő középkori vár romjai a Treškovac-patak feletti meredek oldalú hegytetőn.[4]